# Ça va pas la tête
Pour plus de détails, voir Fiche technique et Distribution.
Ça va pas la tête est un film français de Raphaël Delpard sorti en 1978.

## Fiche technique
- Titre : Ça va pas la tête
- Titre original : Ça va pas la tête
- Réalisation : Raphaël Delpard
- Scénario : Jean Pompougnac & Jean Bolvary
- Production : Guy Belfond
- Directeur de Production : Jean Bastia
- Société de production : Communication Films & Axe Films
- Musique : Éric Demarsan
- Photographie : Daniel Mahe
- Décors : Jeanne Berthier
- Pays de production : France
- Durée : 85 minutes (1h25)
- Date de sortie : 
  - France : 4 juin 1978
- Affiche : Clément Hurel (France)

## Distribution
- Jean-Claude Massoulier : Mr Jaudon
- Henri Genes : Uncle
- Frederick Esposito : Cacalou
- Eric Labeyrie : Jean-Claude
- Jean-Hubert Lannegrand : Auguste
- Thierry Dupouy : 	 Xavier
- Francois Lonne : Rene
- Michel Dore : Guy
- Albert Augier : Maire